# Сарматизам
Сарматизам је назив за културу аристократије Пољске у 17. и првој половини 18. века. Назив води порекло по пољским племићима и магнатима који су себе сматрали потомцима Сармата. 
Са сарматизмом повезује се борба аристократије за сталешке привилегије и јасно ограничење према суседним народима и другим религијама. Са конструисаном историјом о сарматском пореклу, пољски аристократи су тежили да себи обезбеде власт у пољској краљевини за време такозване аристократске републике и своју неограничену слободу пре свега према изабраном краљу. Сарматизам је утицао на пољску уметност, архитектуру, литературу и свакодневну културу. Критичари концепта сарматизма, који се сматрао за један од разлога за пропаст пољске краљевине крајем 18. века, оптужавали су аристократе за мегаломанију, нетолеранцију према неистомшиљеницима и припадницима других религија, и за феудални егоизам.